# 비위 넘버 원
비위 넘버 원(Biwi No.1)은 인도에서 제작된 데이빗 다원 감독의 1999년 코미디, 드라마, 멜로/로맨스 영화이다. 아닐 카푸르 등이 주연으로 출연하였다.

## 출연

### 주연
- 아닐 카푸르
- 살만 칸
- 카리스마 카푸르

### 조연
- 수시미타 센
- 타부